# Chimimport
Chimimport est une entreprise bulgare faisant partie du SOFIX, le principal indice boursier de la bourse de Sofia. 
Il est un conglomérat opérant dans de nombreux secteurs, parmi lesquels la finance et l'assurance, la pétrochimie et les transports. Il détient notamment des parts dans la compagnie aérienne nationale, Bulgaria Air.